# Численное дифференцирование
Численное дифференцирование — совокупность методов приближённого вычисления значения производной некоторой функции, заданной таблично или имеющей сложное аналитическое выражение.

## Конечные разности
Производная функции {\displaystyle f} в точке {\displaystyle x}  определяется с помощью предела:
{\displaystyle f'(x)=\lim _{h\to 0}{\frac {f(x+h)-f(x)}{h}}.}
В числителе дроби под знаком предела стоит конечная разность функции {\displaystyle f}, в знаменателе — шаг этой разности. Поэтому простейшим методом аппроксимации производной является использование конечных разностей функции {\displaystyle f} с некоторым достаточно малым шагом {\displaystyle h}. Например, выражение
{\displaystyle {\frac {f(x+h)-f(x)}{h}}}
приближает производную функции {\displaystyle f} в точке {\displaystyle x} с точностью до величины, пропорциональной {\displaystyle h}. Использование выражения
{\displaystyle {\frac {f(x+h)-f(x-h)}{2h}}}
позволяет сократить ошибку приближения до величины, пропорциональной {\displaystyle h^{2}}.
Конечными разностями можно также приближать производные высших порядков.

## Интерполяция
Если известны значения функции {\displaystyle f} в некоторых узлах {\displaystyle x_{0},x_{1},\ldots ,x_{N}}, то можно построить интерполяционный полином {\displaystyle P_{N}(x)} (например, в форме Лагранжа или в форме Ньютона) и приближенно положить
{\displaystyle f^{(r)}(x)\approx P_{N}^{(r)}(x),\;0\leq r\leq N.}
Такие выражения называются формулами численного дифференцирования.
Иногда наряду с приближенным равенством удаётся (например, используя формулу Тейлора) получить точное равенство, содержащее остаточный член {\displaystyle R(x)}, называемый погрешностью численного дифференцирования:
{\displaystyle f^{(r)}(x)=P_{N}^{(r)}(x)+R(x),\;0\leq r\leq N.}
Такие выражения называются формулами численного дифференцирования с остаточными членами. Степень, с которой величина {\displaystyle h={\mbox{max}}\{x_{i}-x_{i-1}\,|\,i=1,\ldots ,N\}} входит в остаточный член, называется порядком погрешности формулы численного дифференцирования.
Далее приводятся несколько формул численного дифференцирования с остаточными членами для первой {\displaystyle ({r=1})} и второй {\displaystyle ({r=2})} производных для равноотстоящих узлов с постоянным шагом {\displaystyle {h>0}}, полученных с использованием формулы Лагранжа:
- {\displaystyle r=1,\;N=1} (два узла):

{\displaystyle f'(x_{0})={\frac {f_{1}-f_{0}}{h}}-{\frac {h}{2}}f''(\xi ),}
{\displaystyle f'(x_{1})={\frac {f_{1}-f_{0}}{h}}+{\frac {h}{2}}f''(\xi ).}
- {\displaystyle r=1,\;N=2} (три узла):

{\displaystyle f'(x_{0})={\frac {-3f_{0}+4f_{1}-f_{2}}{2h}}+{\frac {h^{2}}{3}}f'''(\xi ),}
{\displaystyle f'(x_{1})={\frac {f_{2}-f_{0}}{2h}}-{\frac {h^{2}}{6}}f'''(\xi ),}
{\displaystyle f'(x_{2})={\frac {f_{0}-4f_{1}+3f_{2}}{2h}}+{\frac {h^{2}}{3}}f'''(\xi ).}
- {\displaystyle r=2,\;N=2} (три узла):

{\displaystyle f''(x_{0})={\frac {f_{0}-2f_{1}+f_{2}}{h^{2}}}-hf'''(\xi ),}
{\displaystyle f''(x_{1})={\frac {f_{0}-2f_{1}+f_{2}}{h^{2}}}-{\frac {h^{2}}{12}}f^{(4)}(\xi ),}
{\displaystyle f''(x_{2})={\frac {f_{0}-2f_{1}+f_{2}}{h^{2}}}+hf'''(\xi ).}
- {\displaystyle r=2,\;N=3} (четыре узла):

{\displaystyle f''(x_{0})={\frac {2f_{0}-5f_{1}+4f_{2}-f_{3}}{h^{2}}}+{\frac {11h^{2}}{12}}f^{(4)}(\xi ),}
{\displaystyle f''(x_{1})={\frac {f_{0}-2f_{1}+f_{2}}{h^{2}}}-{\frac {h^{2}}{12}}f^{(4)}(\xi ),}
{\displaystyle f''(x_{2})={\frac {f_{1}-2f_{2}+f_{3}}{h^{2}}}-{\frac {h^{2}}{12}}f^{(4)}(\xi ),}
{\displaystyle f''(x_{3})={\frac {-f_{0}+4f_{1}-5f_{2}+2f_{3}}{h^{2}}}+{\frac {11h^{2}}{12}}f^{(4)}(\xi ).}
Здесь {\displaystyle f_{i}=f(x_{i})}, {\displaystyle i=0,\ldots ,N}, а {\displaystyle \xi } — некоторая промежуточная точка между наибольшим и наименьшим из узлов.
В общем случае коэффициенты формул численного дифференцирования можно вычислить для произвольной сетки узлов и любого порядка производной.

### Неустранимая погрешность
В формулах численного дифференцирования с постоянным шагом {\displaystyle h} значения функции {\displaystyle f} делятся на {\displaystyle h^{r}}, где {\displaystyle r} — порядок вычисляемой производной. Поэтому при малом {\displaystyle h} неустранимые погрешности в значениях функции {\displaystyle f} оказывают сильное влияние на результат численного дифференцирования. Таким образом, возникает задача выбора оптимального шага {\displaystyle h}, так как погрешность собственно метода стремится к нулю при {\displaystyle h\to {0}}, а неустранимая погрешность растет. В результате общая погрешность, которая возникает при численном дифференцировании, может неограниченно возрастать при {\displaystyle h\to {0}}. Поэтому задача численного дифференцирования считается некорректно поставленной.

## Комплексные числа
Классические приближения конечными разностями содержат неустранимую погрешность и являются плохо обусловленными. Однако, если функция {\displaystyle f} является голоморфной, принимает вещественные значения на вещественной прямой и может быть оценена в любой окрестности любой вещественной точки комплексной плоскости, то её производная может быть вычислена устойчивыми методами. Например, первую производную можно сосчитать по формуле с комплексным шагом:
{\displaystyle f'(x)={\frac {{\mbox{Im}}(f(x+ih))}{h}}+O\left(h^{2}\right),}
где {\displaystyle i} — мнимая единица. Эту формулу можно получить из следующего разложения в ряд Тейлора:
{\displaystyle f(x+ih)=f(x)+ihf'(x)-h^{2}{\frac {f''(x)}{2!}}-ih^{3}{\frac {f'''(x)}{3!}}+\ldots .}
В общем случае производные произвольного порядка можно вычислить с помощью интегральной формулы Коши:
{\displaystyle f^{(n)}(a)={\frac {n!}{2\pi i}}\oint _{\gamma }{\frac {f(z)}{(z-a)^{n+1}}}\,\mathrm {d} z.}
Интеграл можно вычислять приближённо.